# Corticarina alberta
Corticarina alberta is een keversoort uit de familie schimmelkevers (Latridiidae). De wetenschappelijke naam van de soort werd in 1893 gepubliceerd door Henry Clinton Fall.